# Ouedia rufithorax
Ouedia rufithorax là một loài nhện trong họ Linyphiidae.
Loài này thuộc chi Ouedia. Ouedia rufithorax được Eugène Simon miêu tả năm 1881.